# GM C15TA
GM C15TA (General Motors 15-cwt Truck Armoured) – opancerzony samochód ciężarowy zaprojektowany i produkowany w Kanadzie w okresie II wojny światowej, pełniący funkcję transportera opancerzonego.

## Historia
Pojazd powstał w wyniku pozytywnych doświadczeń z amerykańskim samochodem opancerzonym M3 Scout Car. GM C15TA zbudowano na bazie standardowego terenowego samochodu ciężarowego Chevrolet C15 (15-cwt), czyli samochodu ciężarowego o ładowności 750 kg, produkowanego przez General Motors of Canada. Prototyp powstał w roku 1943. W latach 1943–1944 wyprodukowano 3961 sztuk. Pojazd był wykorzystywany jako transporter do przewozu piechoty, zaopatrzenia i amunicji. Istniała też wersja medyczna – pancerny ambulans. Powstał również prototyp pojazdu dla oficerów sztabu. GM C15TA nie posiadał stałego uzbrojenie, istniała jednak możliwość zamontowania 1 karabinu przeciwpancernego Boys kalibru 13,97 mm, rkm-u Bren kalibru 7,7 mm lub moździerza.
GM C15TA znalazł się na wyposażeniu wojsk brytyjskich i kanadyjskich często zastępując M3 Scout Car. Transportery te były również w niewielkich ilościach na wyposażeniu Polskich Sił Zbrojnych. Dysponowały nimi przede wszystkim oddziały 2 Korpusu m.in. 15 Pułk Ułanów Poznańskich oraz 2 Armijna Grupa Artylerii. Po wojnie C15TA znalazły się na wyposażeniu wojsk Danii, Belgii, Holandii, Portugalii, Włoch oraz niektórych państw na Bliskim Wschodzie.